# Peter Verhoyen
Peter Verhoyen (* 1. August 1968 in Belgien) ist ein belgischer Flötist und Piccoloflötist.

## Leben
Peter Verhoyen ist Solist-Piccolo bei deFilharmonie. Er ist angestellt am Koninklijk Vlaams Conservatorium in Antwerpen und am Koninklijk Conservatorium in Brüssel als Dozent für Pikkolo und Fachdidaktik-Flöte. Zusammen mit Cellist Stefaan Craeynest hat er das Kammermusikensemble Arco Baleno gegründet. Mit diesem Ensemble hat er neun CD-Aufnahmen und verschiedene Rundfunkaufnahmen realisiert. Außerdem ist er regelmäßig aktiv im Collegium Instrumentale Brugense unter der Leitung von Patrick Peire und im Orchester Il Novecento unter der Leitung von Robert Groslot.

## Diskografie (Auswahl)
- Piccolo concerti. Mit Ataneres ensemble. EtCetera KTC 1749 (2022)
- Piccolo sonatas. Mit Stefan De Schepper (Piano). EtCetera KTC 1736 (2021)
- Zigeunerweisen. Mit Ilonka Kolthof, Anke Lauwers, Thomas Fabry (Pikkolo), Stefan de Schepper (Piano) und Ann-Sofie Verhoyen (Harfe). Etcetera KTC 1701 (2020)
- The Birds. Original works for piccolo and piano. Mit Stefan De Schepper (Piano). Codaex CX 4026 (2020)
- Mighty Metamorphoses. Repertoire für Pikkolo et Flöte des 21. Jahrhunderts. Mit Stefan De Schepper (Piano) und Aldo Baerten (Flöte). EtCetera KTC 1668 (2019)
- Flötenquartetten des Wolfgang Amadeus Mozart. Mit dem Kammermusikensemble Arco Baleno. EtCetera KTC 1486 (2015)
- Best of both worlds. Marc Matthys European Quartet mit Ali Ryerson und Peter Verhoyen. Alley Cats PMP 5411499510225 (2014)
- Britannia. Kammermusik für Flöte/Piccoloflöte, Streicher und Cembalo. Mit dem Kammermusikensemble Arco Baleno. EtCetera KTC 1372 (2008)
- Piccolo Tunes. Mit Stefan De Schepper (Piano). EtCetera KTC 1296 (2006)
- Claude Debussy / Luc Brewaeys – Präludien für symphonisches Orchester. Mit dem symphonischen Orchester deFilharmonie. Talent DOM 381004 (2005)
- Antonio Vivaldi. Flötenkonzert 'Il Gardellino', Pikkolokonzert. Mit dem Kammermusikensemble Arco Baleno. Etcetera KTC 1278 (2004)
- Fantasia... sul linguaggio perduto: Werk für Flöte und Streichtrio. Mit Kammermusikensemble Arco Baleno. Radio 3 R397003 (1996)